# Yayo (Lanfièra)
Pour les articles homonymes, voir Yayo.
Yayo est une commune située dans le département de Lanfièra de la province du Sourou au Burkina Faso.

## Géographie
Yayo présente la particularité d'être un village ilien au milieu de la rivière Sourou et de la zone marécageuse environnante. De fait, il est régulièrement isolé durant de nombreuses semaines lors des crues de la rivière d'août à octobre. Cette situation entraine également des problèmes sanitaires avec une population infantile sujette à une très forte prévalence (près de 50 % des 0-16 ans) de parasitoses.